# Sancaktepe Belediye Spor Kulübü
Il Sancaktepe Belediye Spor Kulübü è una società calcistica con sede a Istanbul in Turchia.
Fondato nel 2008, il club milita nella TFF 3. Lig.
I colori sociali del club sono il bianco ed il rosso.

## Stadio
La squadra gioca le gare casalinghe allo stadio Hakan Şükür, che ha una capacità di 7000 posti a sedere.

## Rosa
| N. |                    | Ruolo | Calciatore       |
| -- | ------------------ | ----- | ---------------- |
| 1  | Turchia (bandiera) | P     | Ayhan Öztürk     |
| 5  | Turchia (bandiera) | C     | Onur Kara        |
| 7  | Turchia (bandiera) | A     | Volkan Serim     |
| 9  | Turchia (bandiera) | A     | Yasin Sakaloğlu  |
| 10 | Turchia (bandiera) | C     | Erkan Yetişmiş   |
| 16 | Turchia (bandiera) | -     | Serkan Urgancı   |
| 17 | Turchia (bandiera) | -     | Fatih Yazıcı     |
| 20 | Turchia (bandiera) | -     | Nuri Kaya        |
| 21 | Turchia (bandiera) | D     | Kartal Karabulut |
| 22 | Turchia (bandiera) | -     | Melik Derin      |
| 24 | Turchia (bandiera) | C     | Onur Karakus     |
| 25 | Turchia (bandiera) | A     | Ömer Bayraktar   |
| 28 | Turchia (bandiera) | -     | Çetin Akpolat    |
| 37 | Turchia (bandiera) | -     | Cemal Şener      |

| N. |                    | Ruolo | Calciatore           |
| -- | ------------------ | ----- | -------------------- |
| 39 | Turchia (bandiera) | P     | Burak Öğür           |
| 44 | Turchia (bandiera) | -     | Eyüp Aydoğan         |
| 53 | Turchia (bandiera) | -     | Özkan Kurçenli       |
| 57 | Turchia (bandiera) | -     | Mustafa Kaçmaz       |
| 58 | Turchia (bandiera) | A     | Doğan Ateş           |
| 61 | Turchia (bandiera) | C     | Murat Şahin          |
| 65 | Turchia (bandiera) | -     | Doğan Can Otman      |
| 69 | Turchia (bandiera) | C     | Erhan Seymen         |
| 86 | Turchia (bandiera) | -     | İsmail Alper Balaban |
| 88 | Turchia (bandiera) | -     | Hakan Kökçü          |
| 91 | Turchia (bandiera) | -     | Nezihi Posos         |
| 99 | Turchia (bandiera) | A     | Gökhan Kılınç        |

## Palmarès

### Competizioni nazionali
- TFF 3. Lig: 1

2016-2017